# Callie Hernandez
Callie Marie Hernandez (Jacksonville, 24 maggio 1988) è un'attrice e modella statunitense.

## Biografia
Cresciuta a Austin, Texas, all'età di sedici anni si è trasferita a New York per studiare recitazione. Prima di iniziare a recitare ha coltivato la passione per la musica; all'età di dodici anni ha iniziato a suonare la chitarra mentre a quattordici ha iniziato a suonare il violoncello.
Ha debuttato nel 2013 con un piccolo ruolo in Machete Kills. L'anno successivo ha ottenuto una parte in Sin City - Una donna per cui uccidere. Nel 2016 fa parte del cast del musical di Damien Chazelle La La Land ed è tra i protagonisti dell'horror Blair Witch di Adam Wingard. Nello stesso anno recita al fianco di Nick Nolte nella serie televisiva Graves. Nel 2017 ha recitato in Song to Song di Terrence Malick e Alien: Covenant di Ridley Scott.

## Filmografia

### Cinema
- Machete Kills, regia di Robert Rodriguez (2013)
- Sin City - Una donna per cui uccidere (Sin City: A Dame to Kill For), regia di Robert Rodriguez e Frank Miller (2014)
- La La Land, regia di Damien Chazelle (2016)
- Blair Witch, regia di Adam Wingard (2016)
- Song to Song, regia di Terrence Malick (2017)
- Alien: Covenant, regia di Ridley Scott (2017)
- The Endless - Viaggi nel tempo (The Endless), regia di Justin Benson e Aaron Moorhead (2017)
- Under the Silver Lake, regia di David Robert Mitchell (2018)
- Un matrimonio esplosivo (Shotgun Wedding), regia di Jason Moore (2022)

### Televisione
- Dal tramonto all'alba - La serie (From Dusk till Dawn: The Series) – serie TV, 2 episodi (2014)
- Graves – serie TV, 10 episodi (2016)
- Too Old to Die Young – serie TV, 1 episodi (2019)
- Soundtrack – serie TV, 10 episodi (2019)
- L'assistente di volo - The Flight Attendant (The Flight Attendant) – serie TV, 8 episodi (2022)

### Videoclip
- Slumlord Rising dei Neon Indian (2015)

## Doppiatrici italiane
Nelle versioni in italiano dei suoi film, Callie Hernandez è stata doppiata da:
- Stella Musy in La La Land
- Connie Bismuto in Alien: Covenant
- Domitilla D'Amico in Blair Witch, Under the silver lake
- Benedetta Degli Innocenti in Graves
- Joy Saltarelli in Un matrimonio esplosivo